# Pan con tomate

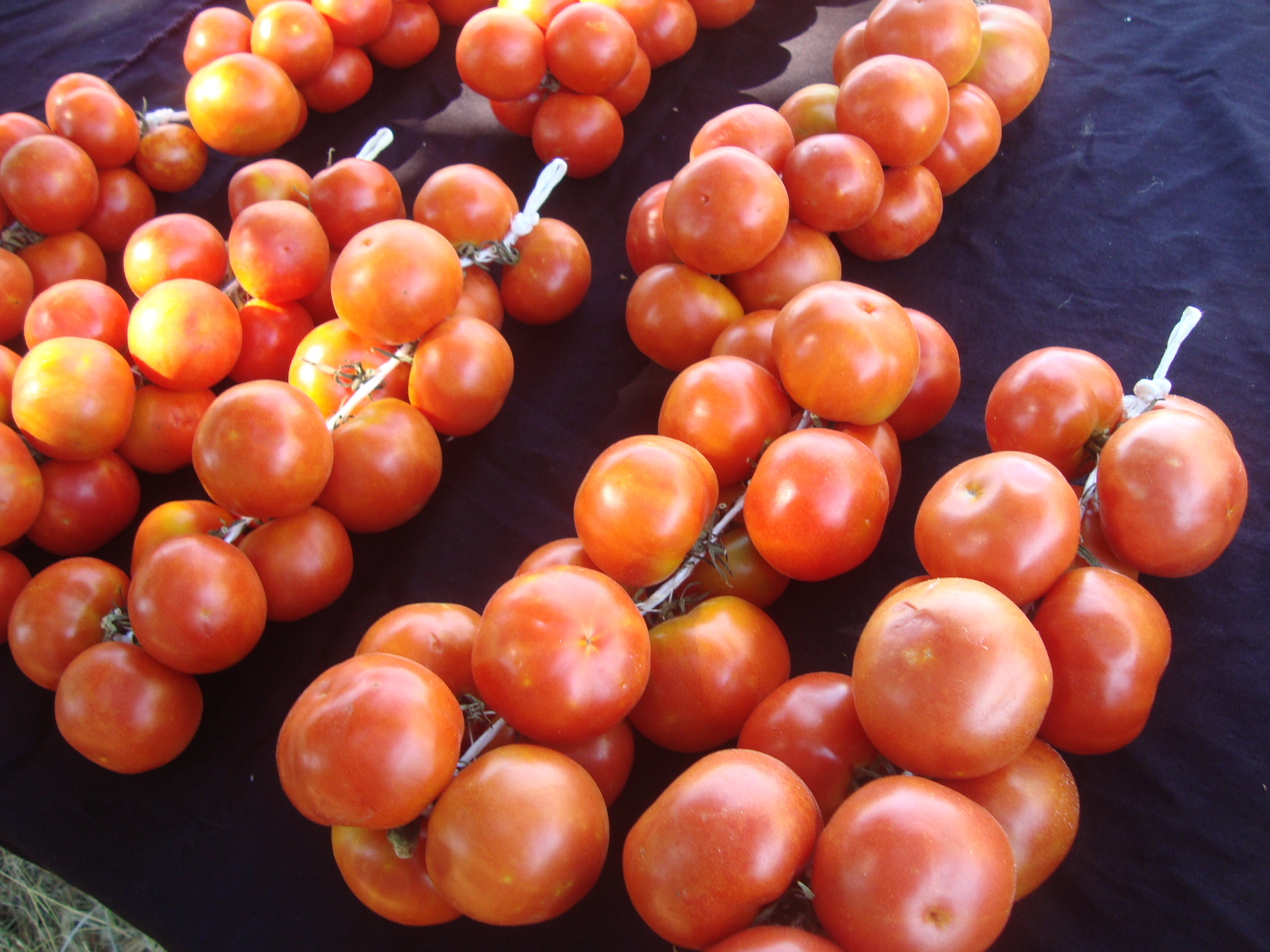
Tomates de colgar, la variedada más apreciada para preparar el pa amb tomàquet

El pan con tomate (en catalán, pa amb tomaca/tomata/tomàquet), traducido informal y fonéticamente como pantumaca, es una preparación tradicional en la cocina catalana en España, así como en el Rosellón en Francia. Consiste en una rebanada de pan con tomate maduro restregado y aliñado con aceite de oliva, sal y opcionalmente ajo. En Cataluña se usa tradicionalmente el pan de payés, o el pan de coca.
En España, el pan con tomate se ha extendido recientemente fuera de su región tradicional, de manera principal a través de restaurantes que lo han incluido en su carta, y de emigrantes que lo han promovido en sus lugares de origen.[cita requerida]

## Elaboración y acompañamiento

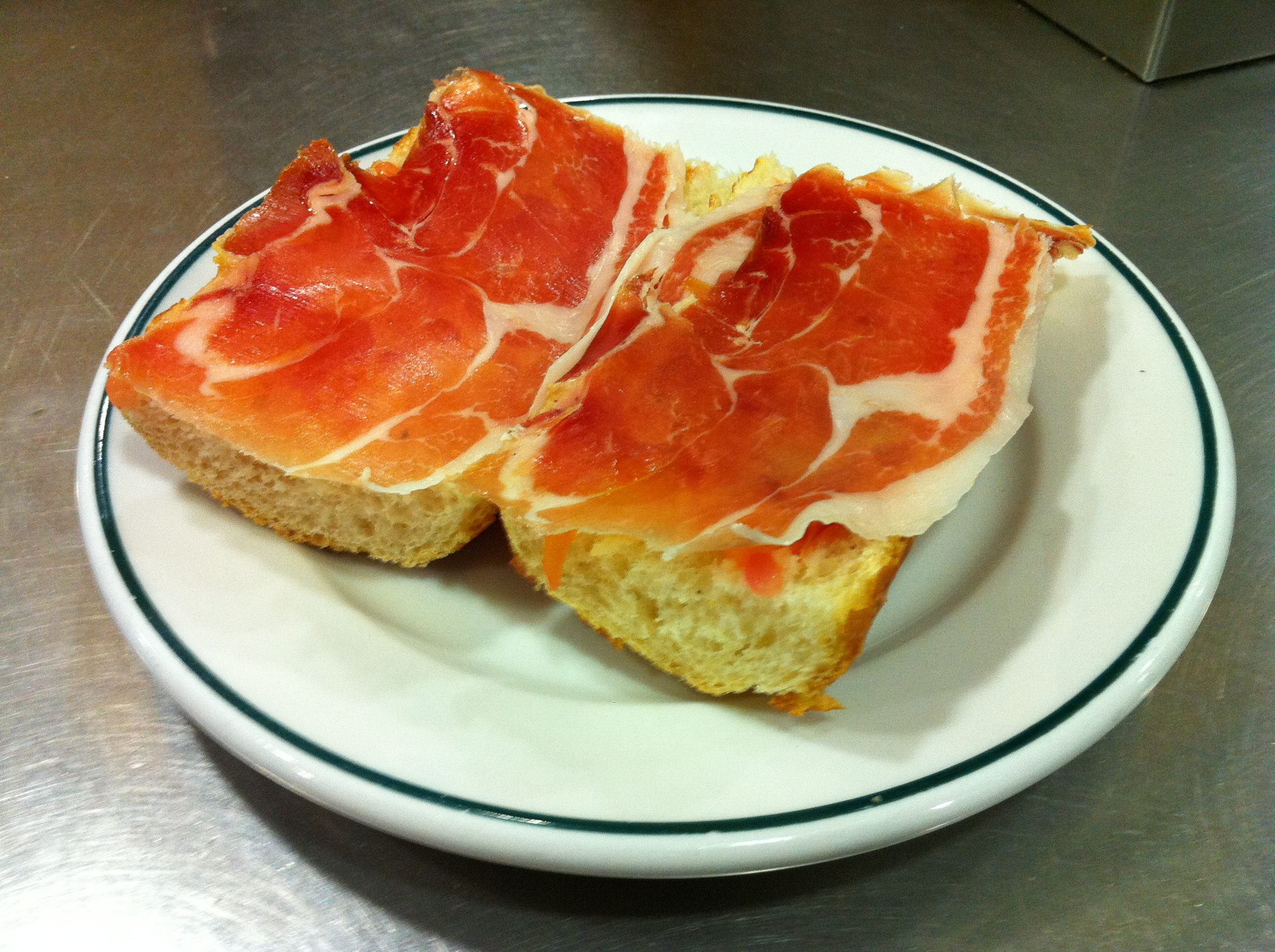
Típicas tostadas de tomate con jamón

El pan con tomate se elabora tradicionalmente con  variedades de tomate de piel dura, aptos para conservar durante el invierno, como por ejemplo las variedades tomàtiga de ramellet o tomacó.
Se sirve como aperitivo, acompañado de embutidos, quesos, tortilla o salazones. 

## Preparaciones similares
La media con tomate de Andalucía parte de la base del tradicional desayuno andaluz, que es el mollete antequerano como la pieza de pan al que se le añade aceite de oliva, bien con o sin ajo, y al que se le añade el tomate triturado. Normalmente se le suele añadir jamón o queso.
En Murcia se prepara extendiendo sobre la rebanada de pan pulpa de tomate rallado.

## Orígenes
El origen de la receta se cree inspirado en el pan con aceite, rebanadas de pan aliñadas con aceite de oliva y condimentadas con un poco de sal. El cocinero Josep Lladonosa i Giró, nacido en 1938, recuerda que su abuela Júlia le contaba que ya sus padres comían pan con tomate. Con más precisión, Nèstor Luján afirma que la primera referencia escrita de pan con tomate data de 1884. Según la tesis de Nèstor Luján, el pan con tomate se habría ideado en el mundo rural, en un momento de abundancia en las cosechas de tomate, para aprovecharlos y así ablandar el pan seco. La primera vez que se cita en la literatura catalana el pan con tomate es en 1884, en los versos del humorista y escritor Pompeu Gener, referentes a su estancia en París: «Lo que comimos cierta noche es pan con aceite aliñado con tomate. Lo ha puesto de moda Madame Adam, que lo ha comido. A Judit Gautier le ha gustado tanto que incluso la gran Sarah Bernhardt se ha hecho una rebanada».